# Giovanni del Virgilio
Giovanni del Virgilio, né à la fin du  XIIIe siècle à Bologne et mort vers 1327, est un écrivain humaniste et grammairien italien.

## Biographie
Giovanni de Virgilio est né dans le dernier quart du XIIIe siècle à Bologne. Il a été enseignant de 1321 à 1323 en prodiguant des cours sur les grands auteurs classiques. De 1324 à 1325, il était à Cesena et en 1326, sa présence est de nouveau documentée à Bologne.
Entre 1324 et l'été 1325, il a écrit un « éloge à Albertino Mussato », mais sa renommée est surtout due à sa correspondance poètique avec Dante Alighieri entre 1319 et 1320 et l'épitaphe lors de la mort du poète.
Pietro da Moglio a été un de ses élèves. Son surnom « del Virgilio » semble provenir de son admiration pour le poète latin Virgile.
Son activité n'est plus connue à partir de 1327.

## Publications
- Commentaire sur les Métamorphoses d'Ovide.
- Diaffonus, cinq épitres poètiques adressées à Nunzio da Tolentino.
- Éloge à Albertino Mussato, (1324 - 1325)
- Correspondance avec Dante, (1319 - 1320)